# Улица Гафури (Салават)
Улица Гафури (башк. Ғафури урамы) — улица в городе Салавате, расположенная в его старой части.

## История
Застройка улицы началась в 1949 году. Названа в честь башкирского писателя Мажита Гафури.  
Улица застроена в основном кирпичными 2-этажными домами.

## Трасса
Улица Гафури начинается от улицы Гагарина и заканчивается на Северной улице. Пересекает улицу Горького, бульвар Матросова, улицы Богдана Хмельницкого, Строителей. Движение транспорта по улице одностороннее — с юга на север.

## Транспорт
По улице Гафури ходят маршрутные такси и автобусы автоколонны № 1375 и иных коммерческих перевозчиков:
- № 6

## Примечательные здания и сооружения
- д. 1 - Салаватское отделение № 7740 Сбербанка России
- д. 2 - магазин Пятерочка, бывший № 32.
- д. 3 - Музыкальная школа[2] (официальный веб-сайт Школы)
- д. 7 - Главное бюро медико-социальной экспертизы г. Салават, филиал № 39 по РБ. ФП
- д. 18 - Ресторан "Акъяр" (Белый берег) [3]
- д. 42 - Дом без окон
- д. 46 - Отдел МВД России по г. Салавату

- Парк имени Горького

### Памятники

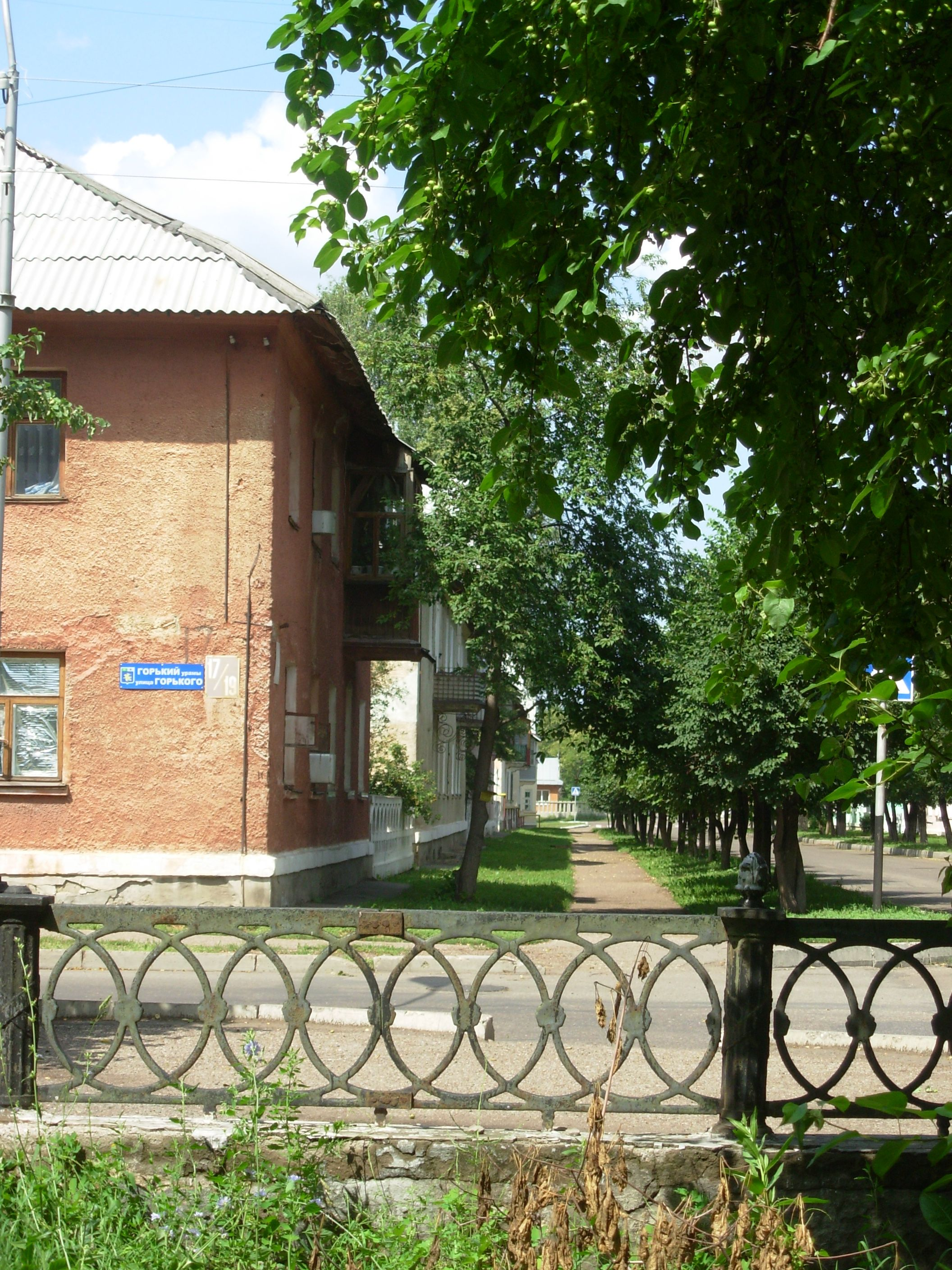
Улица Гафури

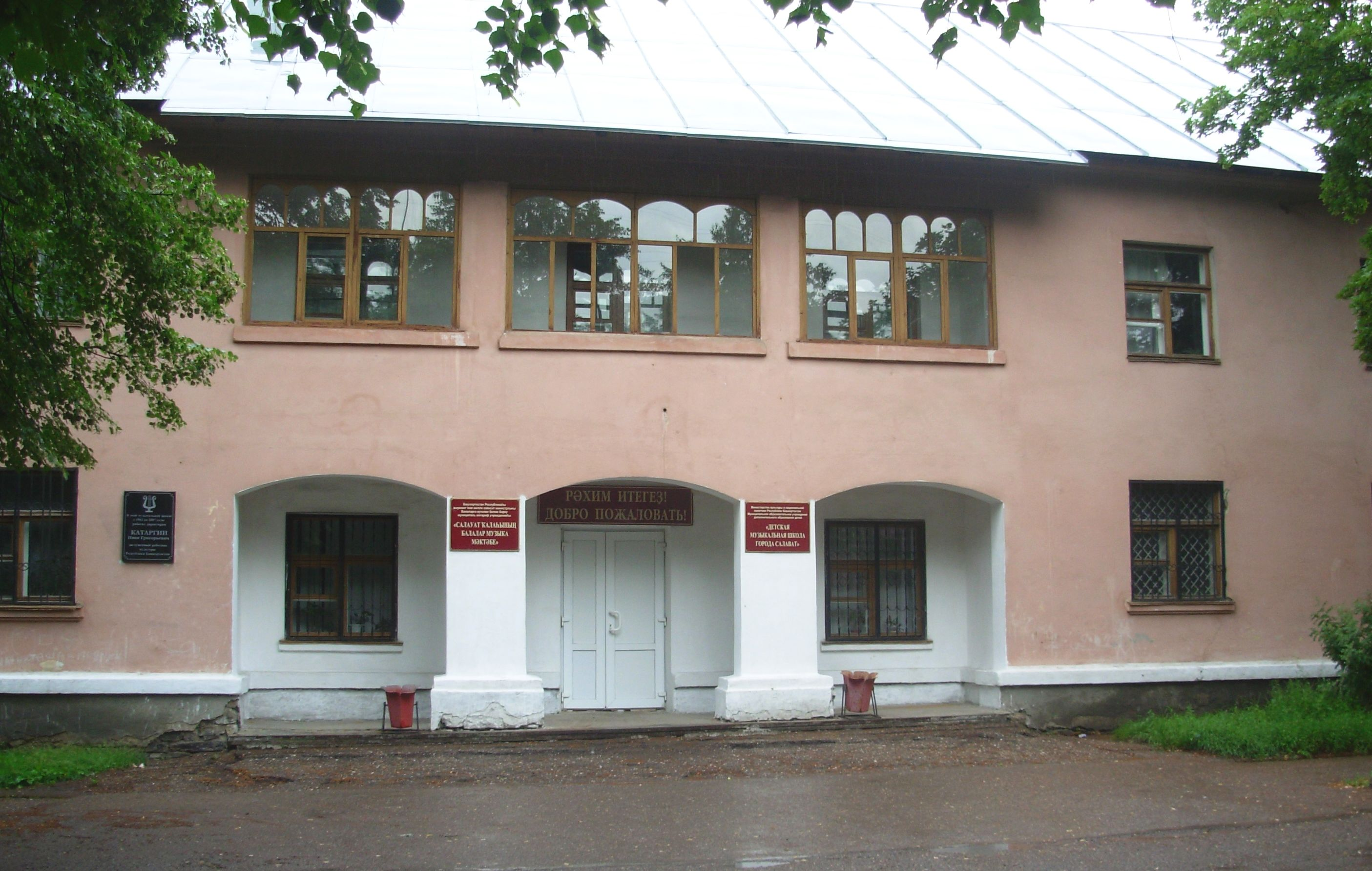
Музыкальная школа на улице Гафури

- Максиму Горькому (снесен)

## Жители улицы
В доме №21 20 лет жил заслуженный художник Кузнецов, Антон Георгиевич, автор больших мозаичных полотен на улицах города..

## Интересные факты
На здании деткой музыкальной школы висит мемориальная доска в честь заслуженного работника культуры, директора школы И. Катаргина, автора музыки гимна города Салавата

## Литература

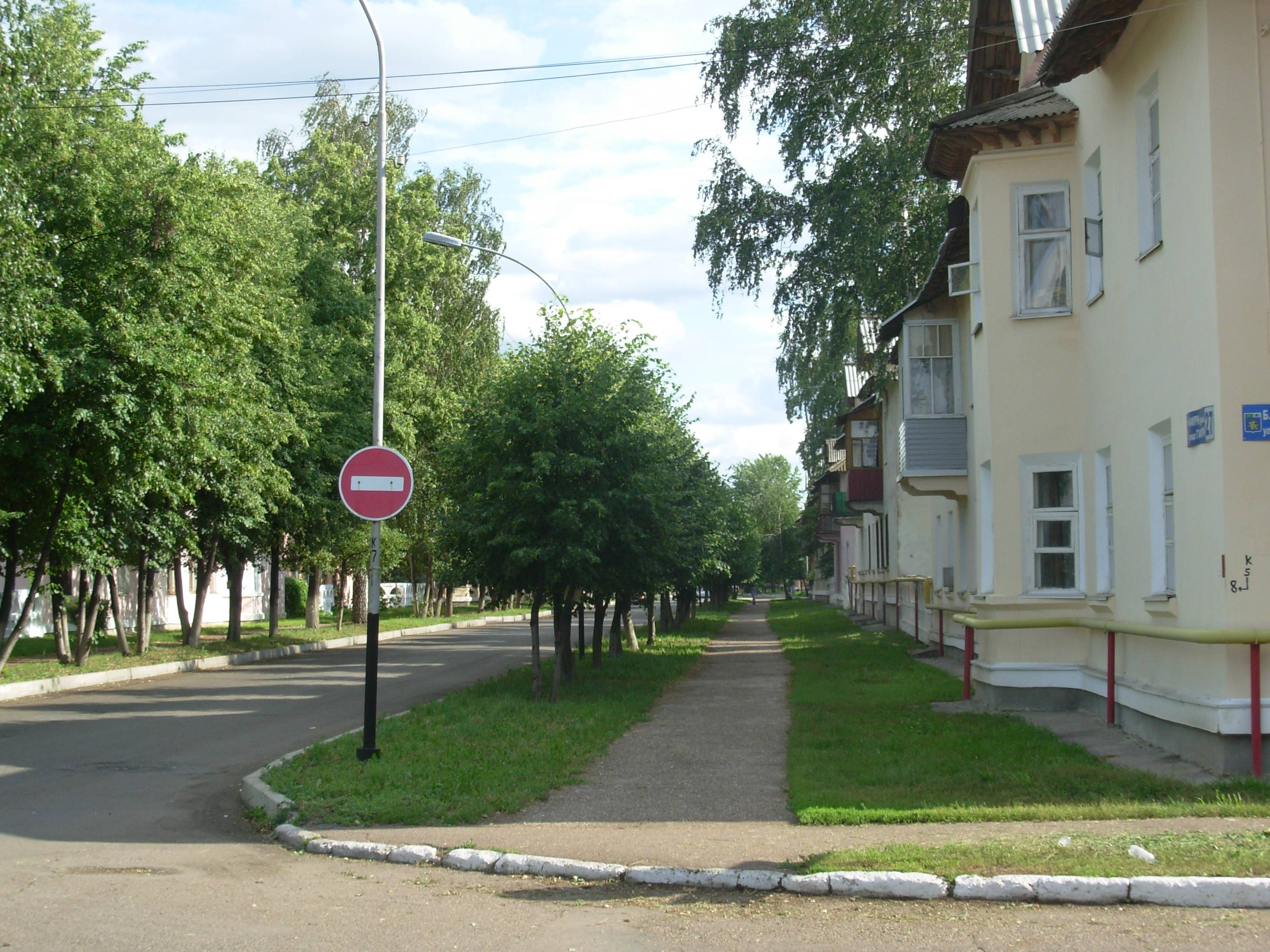
Улица Гафури